# Lundby (Tåsinge)
 For alternative betydninger, se Lundby. (Se også artikler, som begynder med Lundby)
Lundby er en landsby på øen Tåsinge med 274 indbyggere  (2024). Lundby er beliggende i Landet Sogn en kilometer øst for Landet, fem kilometer syd for Vindeby og ni kilometer syd for Svendborg. Landsbyen tilhører Svendborg Kommune og er beliggende i Region Syddanmark.

## Lundby skole
Lundby Skole ligger i landsbyen, og hører sammen med Tåsinge skolen, hvor der også ligger en skole i Sundhøj. Lundby ligger midt på Tåsinge, mens Sundhøj skole ligger på den nordlige del af Tåsinge.